# 松岡ちな
松岡 ちな（まつおか ちな、1994年4月16日 - ）は、日本の元AV女優である。福岡県出身。BKpromotionに所属していた。

## 来歴
- 2014年7月28日発売の『週刊プレイボーイ』「史上最強素人ヌード」で「ちな」としてグラビアデビュー。
- 2014年12月にSODクリエイトからAVデビュー[1]。
- 2015年1月、テレビ埼玉『ビ〜チ9』のアシスタントに起用される。
- 2015年6月、「AV OPEN 2015」のサポートガールに佐倉絆、天使もえとともに選ばれる。
- 2016年3月3日、「スカパー!アダルト放送大賞2016」で「新人女優賞」と「FLASH賞」を受賞した[3]。
- 2016年6月1日、ひき逃げ事故に遭い、全身に怪我を負ったことを自身のTwitterで表明[4][5]。
- 2016年7月19日、内臓系の病気になり、入院していたことも自身のTwitterで表明[6]。
- 2016年8月15日、SODクリエイト宛てに手紙を送付し、引退を表明[7][8][9]。

### 引退後
- 引退済みであるものの、2021年8月発表「読者300人が選んだFLASH 2021セクシー女優ランキング」読者投票で69位となった[10]。
- 2023年9月18日週FANZA動画フロアランキングにて、2016年発売の『松岡ちなのすべて SUPER BEST COLLECTION 全23作品＋初出し完全未公開 デビュー時の着衣ローションぬるぺちょSEX収録』がウィークリー2位に浮上した[11]。
- 2024年5月20日週FANZA動画フロアランキングにて、『松岡ちな×ナチュラルハイ これが噂の痙攣薬漬け水着モデル 絶叫10連続FUCK 抜粋版』が4位ランクイン[12]。

## 人物
- とても飽きやすい性格[13]。
- 趣味はカフェめぐり[2]。
- 特技はどこでも寝られる事[2]。

## 作品

### アダルトDVD
2014年
- AVデビュー（12月6日、SODクリエイト）※ Japan Adult Expo 2014（2014年11月14･15日）で先行発売

2015年
- はじめてづくし（1月8日、SODクリエイト）
- 初イキッ!!（2月5日、SODクリエイト）
- 超高級新人ソープ嬢（3月5日、SODクリエイト）
- あなたのおち○ぽミルクを初ごっくん（4月9日、SODクリエイト）
- 松岡ちな×完全ガチンコ素人 童貞初挿入（5月9日、SODクリエイト）
- 繰り返す…接吻 本能むき出し濃厚4セックス （6月6日、SODクリエイト）
- 紗倉まな×松岡ちな Wキャスト 姉妹ラブラブ近親相姦 ご奉仕天国（7月9日、SODクリエイト）
- 紗倉まな×松岡ちな Wキャスト 巨根激ピストン イカセ地獄（7月9日、SODクリエイト）
- AVOPEN 2015-THE DIGEST-（8月1日、AV OPEN）
- ドジでスケベな松岡ちなにえっちなお仕置きしてください◆（8月6日、SODクリエイト）
- 朝から晩まで挿れっぱなしチ●ポ大乱交 巨根デカチンSP（9月10日、SODクリエイト）
- 性感エステ×フルコース 10コーナー240分SP（10月9日、SODクリエイト）
- いいなり温泉旅行（11月12日、SODクリエイト）
- 松岡ちな×ナチュラルハイ 痴漢OK娘スペシャル SODstar Ver. 絶対NGの巨乳美少女を連日痴漢で大量ごっくんするまでOKさせろ（12月24日、SODクリエイト）

2016年
- 最高にエッチで可愛い松岡ちながアナタの妹になってラブラブ近親相姦生活（1月8日、SODクリエイト）
- 松岡ちな×ナチュラルハイ これが噂の痙攣薬漬け水着モデル 絶叫10連続FUCK（1月21日、SODクリエイト）
- 本気汁をじっくり味わう中年男の変態セックスに溺れる（2月6日、SODクリエイト）
- タマらなく四六時中シャブリたがる卑猥なオクチ（3月5日、SODクリエイト）
- 性処理玩具Mペット輪姦撮影会（4月7日、SODクリエイト）
- 発育しすぎた巨乳妹は僕のいいなりドM性処理ペット（5月12日、SODクリエイト）
- 絶頂地獄 敏感痙攣 100イキ巨根17,572ピストン（6月9日、SODクリエイト）
- 松岡ちな×初美沙希 父の再婚相手の連れ子姉妹が一見地味だが2人とも巨乳美少女でド変態！淫乱姉妹に毎日求められ1週間で14発射精キンタマからっぽヤリまくりハーレム生活 （7月7日、SODクリエイト）
- 媚薬催眠トランス大絶頂セックス（8月6日、SODクリエイト）
- 松岡ちな 引退 日帰りで12発射精しちゃうヤリまくりイチャイチャ温泉旅行（9月8日、SODクリエイト）
- 松岡ちなのすべて SUPER BEST COLLECTION 全23作品+初出し完全未公開 デビュー時の着衣ローションぬるぺちょSEX収録 (11月10日、SODクリエイト) ※単体ベスト

### ヌードイメージDVD
2015年
- China なちゅらるえっち（7月9日、グラッツコーポレーション） ※ Blu-ray版同時発売
- China2 ちなのえっちな物語（10月1日、グラッツコーポレーション） ※ Blu-ray版同時発売
- charmante（4月9日、SODクリエイト）※非売品
- SWEET LOVER 神が与えた美貌と裸体（12月28日、Precious Beauty）

2016年
- 全裸ヨガ教室 vol.4〜松岡ちな編〜（1月29日、オルスタックソフト） ※ Blu-ray版同時発売
- 全裸ヨガ教室 vol.18〜松岡ちな編〜（1月29日、オルスタックソフト） ※ Blu-ray版同時発売
- China3 伝えたい、溢れる想い（2月11日、グラッツコーポレーション） ※ Blu-ray版同時発売
- 松岡ちなはオレのカノジョ。（4月25日、ガーデン）
- China4 秘書と秘密の温泉旅行（6月2日、グラッツコーポレーション） ※ Blu-ray版同時発売
- Premium Venus 裸の君に恋い焦がれ（8月28日、Precious Beauty） ※ Blu-ray版同時発売

### 写真集
- ダイスキ!（2016年1月20日、双葉社、撮影：冨貴塚宏樹）ISBN 978-4575309898
- 神が与えた美貌（デジタル写真集）（2016年7月5日、DragonFlyBooks、撮影：インテック）ASIN B01I0SU882
- 松岡ちな PremiumVenus 裸の君に恋い焦がれ（デジタル写真集）（2016年10月10日、DragonFlyBooks、撮影：インテック）ASIN B01M8GDQHO
- ギリギリ★あいどる倶楽部「神が与えた美貌と裸体」（デジタル写真集）（ラビリンス）（2016年10月17日、ギリギリ★あいどる倶楽部、撮影：Precious Beauty）ASIN B01M6WELG6

### ポーズ集
- ビジュアルヌード・ポーズBOOK act松岡ちな（2015年6月26日、二見書房、撮影：長谷川朗）ISBN 978-4576150949
- ビジュアルヌード・ポーズBOOK Dessin（2018年5月28日、二見書房、撮影：長谷川朗）

## 出演

### テレビ
2015年
- ビ〜チ9（1月 - 2016年3月、テレビ埼玉）
- ランク王国（1月11日、TBSテレビ）
- ぶっちゃけ嬢〜26時のシンデレラ〜（3月、テレビ東京） ※マンスリーゲスト

### 雑誌・グラビア
2014年
- 週刊プレイボーイ（7月28日・8月11日・9月8日・10月20日・11月10日、集英社）
- FLASH（12月9日、光文社）
- FLASH（12月23日、光文社）

2015年
- 月刊ヤングチャンピオン烈（3月17日・4月21日・6月16日・8月18日、秋田書店）
- 週刊プレイボーイ（4月27日・6月22日・8月24日・12月21日、集英社）
- ミラクルジャンプ 2015年5/30号「袋とじスペシャルグラビア」（4月21日、集英社）
- 月刊DMM 6月号（4月22日、GOT）
- GQ JAPAN 6月号（4月24日、コンデナスト・パブリケーションズ）
- Samurai ELO2015年 6月号（4月24日、三栄書房）
- 極上人妻DX 7月号（5月19日、三和出版）
- ソフト・オン・デマンドDVD 8月号 vol.50（6月18日、ソフト・オン・デマンド）
- ソフト・オン・デマンドDVD 10月号増刊 AV OPEN 2015（8月25日、ソフト・オン・デマンド）
- ザ・ベスト MAGAZINE Special 10月号（9月5日、KKベストセラーズ）

2016年
- ザ・ベスト MAGAZINE Special 4月号（3月5日、KKベストセラーズ）
- CIRCUS MAX 8月号（7月9日、KKベストセラーズ）
- ソフト・オン・デマンドDVD 9月号 No.63（7月16日、ソフト・オン・デマンド）
- 週刊大衆 8月号（8月1日、双葉社）

### カレンダー
- 松岡ちな 2016年カレンダー（2015年11月7日、トライエックス）[14]

### アダルトカード / トレーディングカード
- AVC ジューシーハニーコレクションカード VOL.31 BOX（2015年7月25日、ミント）
- CJ SEXY CARD SERIES VOL.13 松岡ちな オフィシャルカードコレクション ～Temptation～（2016年3月26日、ジュートク）

### WEB 配信グラビア
- 初脱ぎ娘 No.137 China Matsuoka 松岡ちな（2014年12月29日、グラフィス）
- Graphis Gals No.355 China Matsuoka 松岡ちな（2015年6月17日、グラフィス）
- Graphis 2016-01 New Year Special Gallery - China Matsuoka 松岡ちな（2016年1月1日、グラフィス）
- Graphis 2016-01-11 China Matsuoka 松岡ちな（2016年1月11日、グラフィス）
- Graphis Gals No.370 China Matsuoka 松岡ちな（2016年1月29日、グラフィス）
- Graphis Gals 2016-02-29 China Matsuoka 松岡ちな - DAISUKI!（2016年2月29日、グラフィス）